# Plagiolophus
Plagiolophus is een geslacht van uitgestorven zoogdieren dat behoort tot de Perissodactyla. Het leefde tussen het Midden-Eoceen en het midden-Oligoceen (ongeveer 45 - 30 miljoen jaar geleden), en zijn fossiele overblijfselen zijn gevonden in Europa.

## Beschrijving
Plagiolophus omvatte een groot aantal soorten van zeer variabele grootte: sommige wogen niet meer dan tien kilogram, terwijl andere honderdvijftig kilogram konden bereiken. Het uiterlijk was over het algemeen homogeen: het lichaam was relatief slank maar sterk, ondersteund door lange en drietenige ledematen. De schedel van Plagiolophus was erg langwerpig, smal en leek vaag op die van een ezel.
Het gebit in de verschillende soorten was structureel vrij homogeen, met zeer verschillende tanden: de premolaren leken maar licht in vorm op kiezen en over het algemeen drie in aantal op elke onderkaaktak, en bij sommige soorten was er een kleine vierde premolaar. De ruimte tussen premolaren en hoektanden (diastema) was behoorlijk ontwikkeld en de hoektanden waren kort en staken naar voren uit.
De verlenging van de kronen van de kiezen (ipsodontia) vertoont een opmerkelijke evolutie: bij de oudste soort Plagiolophus waren de kiezen laaggekroond (brachydont) en vergelijkbaar met die van de basale palaeotheriide Propalaeotherium, terwijl bij de laatste soort de tanden beslist hypsodont waren, vergelijkbaar met die van het paard Merychippus uit het Mioceen. De laatste vormen waren ook voorzien van tandcement.

## Classificatie
Plagiolophus was een vertegenwoordiger van de palaeotheriiden, een groep perissodactyle zoogdieren die nauw verwant zijn aan paarden, die leefden tussen het Vroeg-Eoceen en het Midden-Oligoceen. Plagiolophus was een langlevend geslacht, ongeveer 15 miljoen jaar en differentieerde in een veelheid van vormen van verschillende grootte, die heel West-Europa zouden bezetten. In Frankrijk en Duitsland zijn veel fossielen van deze dieren gevonden. Op basis van enkele kenmerken is dit dier toegeschreven aan de Pachynolophinae, een groep palaeotheriiden die soms als een familie op zich worden beschouwd. Vooral Plagiolophus lijkt een naaste verwant te zijn van de kleine palaeotheriide Propalaeotherium.
Een overzicht van het geslacht door Remy (2004) wees op het bestaan van ten minste drie ondergeslachten (Paloplotherium, Fraasiolophus en Plagiolophus sensu stricto) en ongeveer zeventien soorten. In het verleden werd aangenomen dat het ondergeslacht Paloplotherium (inclusief de soorten Plagiolophus annectens en Plagiolophus majus) een korte slurf had, maar de vorm van de neusbeenderen geeft aan dat deze dieren er waarschijnlijk geen hadden. De evolutionaire lijn van Fraasiolophus (bijvoorbeeld Fraasiolophus fraasi en Fraasiolophus major) zou in plaats daarvan een sterke ontwikkeling van de bovenste lipspieren hebben gehad. Van de verschillende soorten Plagiolophus sensu stricto moeten de typesoort Plagiolophus minor, en verder Plagiolophus ovinus, Plagiolophus ministri, Plagiolophus javali en Plagiolophus huerzeleri worden genoemd. Een waarschijnlijk verwante vorm, met een meer lichtgebouwd uiterlijk, was Leptolophus.

## Paleo-ecologie en paleobiologie
De evolutie van het gebit en de musculatuur van het kauwapparaat geven aan dat Plagiolophus tijdens zijn lange evolutionaire geschiedenis verschillende soorten dieet moet hebben gehad. Aanvankelijk waren de vroegste vormen van Plagiolophus bladeters, later evolueerden ze naar gemengde vegetariërs en uiteindelijk kruideneters. Door de relatief lange nek van deze dieren konden ze verschillende vegetatieniveaus bereiken, en de kracht van de nekkam suggereert dat Plagiolophus in staat was tot krachtige achterwaartse bewegingen van het hoofd om voedsel uit te scheuren.
Deze evolutie in de voeding lijkt verband te houden met de langzame verslechtering van de milieuomstandigheden in West-Europa tussen het Laat-Eoceen en het Oligoceen, met verhoogde droogte en meer uitgesproken seizoenen.
De grote oogkassen duiden op een goede ontwikkeling van het gezichtsvermogen en een afgietsel van de hersenholte laat zien dat de hersenen vrij groot waren; deze neurofysiologische vermogens hebben mogelijk bijgedragen aan de lange overleving van dit geslacht, waarvan de vertegenwoordigers het hoofd moesten bieden aan de aanzienlijke druk van roofdieren van de eerste Carnivora en de concurrentie met nieuwe herbivoren die na de zogenaamde Grande Coupure uit Azië emigreerden.